# Soignies
Soignies (výslovnost [swaɲi], nizozemsky Zinnik, valonsky Sougniye, latinsky Sunniacum) je belgické město, správní centrum arrondissementu Soignies v provincii Henegavsko, ležící 50 km jihozápadně od Bruselu.
Město má přibližně 28 tisíc obyvatel a kromě Soignies zahrnuje od roku 1977 také Casteau, Chaussée-Notre-Dame-Louvignies, Horrues, Naast, Neufvilles a Thieusies. 
Název je odvozen od řeky Senne. V 7. století zde žili Vincent de Soignies a jeho žena Waltruda, kteří byli později svatořečeni. Městská práva Soignies udělil roku 1142 Balduin IV. Henegavský. Z města, které tehdy bylo součástí Henegavského hrabství pocházel truvér a trubadúr Gontier de Soignies. Roku 1328 byl založen soukenický cech.
V okolí města se těží dekorativní vápenec zvaný „modrý kámen“. Existoval zde také kožedělný a sklářský průmysl. V Casteau sídlí od roku 1967 Vrchní velitelství spojeneckých sil v Evropě.
Ve městě se nachází románský chrám svatého Vincenta. O Letnicích vychází z kostela procesí s relikviemi. Památkovou hodnotu mají také secesní Modern Hôtel a stará lékárna, sloužící jako muzeum. Třetí říjnovou neděli se v Soignies koná slavnost Simpélourd.
V Soignies se narodil architekt François de Cuvilliés.
Někteří badatelé a historici dávají toto město do souvislosti s „krajem senonským“ (latinsky pago Sennonago), z něhož měl pocházet kupec Sámo.